# Hannes Aigner
Hannes Aigner (ur. 19 marca 1989 r. w Augsburgu) – niemiecki kajakarz górski, dwukrotny brązowy medalista igrzysk olimpijskich, trzykrotny mistrz świata, mistrz Europy.

## Igrzyska olimpijskie
Na igrzyskach zadebiutował w 2012 roku w Londynie. W kajakowych zawodach jedynek zdobył brązowy medal, tracąc do zwycięskiego Włocha Daniele Molmenti 1,49 sekundy. Cztery lata później w Rio de Janeiro zajął czwarte miejsce ze stratą do podium 0,03 sekundy. W 2021 w Tokio ponownie wywalczył brązowy medal w konkurencji K-1.